# 仏眼
仏眼（ぶつげん、生没年不詳）は、平安時代中期の僧。河内国石川寺（叡福寺）に住した。仏眼上人ともいう。花山院（968年 - 1008年）に、播磨国圓教寺の性空の勧めにより、先達として西国三十三所霊場を巡礼したという（『中山寺来由記』、『谷汲山根元由来記』）。

## 関連寺院・関連地
- 仏眼寺 (豊中市)　大阪府豊中市熊野町
- 六甲比命神社付近の仰臥岩に熊野権現・花山法皇・仏眼上人の連名の碑が現存する
- 宝珠寺 (豊中市)　大阪府豊中市熊野町　石造三重寳篋（ほうきょう）印塔2基　花山院と仏眼上人の墓塔と伝えられる。
- 仏眼寺　大阪府太子町　叡福寺の近くに位置する。